# Mahallat Malik
Mahallat Malik – miejscowość w Egipcie, w muhafazie Kafr asz-Szajch. W 2006 roku liczyła 12 008 mieszkańców.